# 한국절화협회
한국절화협회는 회원상호간의 상호협력, 농업경영 및 기술 개선에 관한 정보를 상호교환함으로써 고품질의 절화를 생산하여 지역 농업생산성을 향상시키고 절화의 국내판매, 수출, 홍보 등을 통하여 화훼인의 소득증대 및 화훼산업 발전을 도모할 목적으로 2004년 9월 1일 설립된 대한민국 농림수산식품부 소관의 사단법인이다. 사무실은 서울특별시 서초구 양재동 화훼공판장 12-1호에 있다.

## 주요 사업
- 소비촉진을 위한 언론 및 지역 화훼홍보행사
- 판로확대를 위한 습식유통 및 규격포장재 사업
- 품질향상 및 산지 조직화를 위한 회원 교육사업
- 유통정보의 제공 및 유통정보화를 위한 화훼 간행물 발간
- 자율적 출하조절을 위한 수급안정사업
- 신품종에 관한 홍보 및 정보교환